# Nikolaj Coster-Waldau
Nikolaj Coster-Waldau (Rudkøbing, 27 de julho de 1970) é um ator dinamarquês. É mais conhecido por interpretar Jaime Lannister na série de televisão Game of Thrones da HBO.

## Carreira
Coster-Waldau estudou na Escola de Teatro Nacional na Dinamarca entre 1989 e 1992. Estreou como Laerte em Hamlet. Seu papel no filme Nattevagten (1994) o fez famoso na Dinamarca. Depois de trabalhar no cinema e na televisão européia, fez sua transição para o cinema estadunidense.
Em 2001, começou sua carreira nos EUA estrelando no aclamado filme Black Hawk Down, de Ridley Scott. Depois, atuou no filme Enigma (2001), de Michael Apted.
Em 2005, Scott chamou Coster-Waldau para trabalhar consigo em seu épico Kingdom of Heaven. E no ano seguinte, trabalhou no filme Firewall, de Richard Loncraine que já havia trabalhado com o ator em 2004 no filme Wimbledon.
Estrelou a série New Amsterdam como John Amsterdam, um detetive imortal que se torna mortal após se apaixonar. A série foi cancelada após oito episódios.
Em 2011, começou a atuar na série de televisão da HBO, Game of Thrones, baseada na série de livros As Crônicas de Gelo e Fogo de George R. R. Martin, como Sir Jaime Lannister.
Em 2016 participou do filme Deuses do Egito onde interpreta o Deus egípcio Hórus.

## Vida pessoal
Coster-Waldau vive na Dinamarca com sua esposa, a atriz e ex-Miss Groelândia, Sascha Nukâka Motzfeldt, o casal duas filhas: Saffina e Philippa.

## Prêmios e indicações

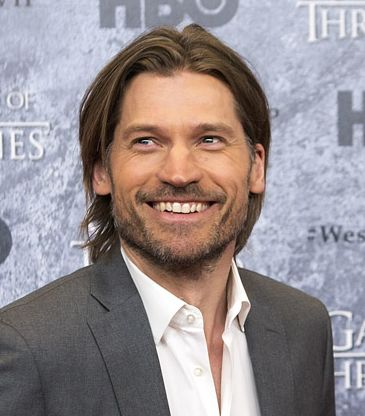
Nikolaj Coster-Waldau na estreia da terceira temporada de Game of Thrones, em 2013

| Ano  | Prêmio                           | Categoria                                                | Trabalho        | Resultado | Ref.   |
| ---- | -------------------------------- | -------------------------------------------------------- | --------------- | --------- | ------ |
| 1994 | Bodil Awards                     | Melhor Ator                                              | Nightwatch      | Indicado  |        |
| 1999 | Robert Awards                    | Melhor Ator                                              | Wildside        | Indicado  | [ 4 ]  |
| 2003 | Robert Awards                    | Melhor Ator                                              | The Bouncer     | Indicado  | [ 5 ]  |
| 2011 | Scream Awards                    | Melhor Elenco                                            | Game of Thrones | Indicado  | [ 6 ]  |
| 2011 | Screen Actors Guild Award        | Melhor Elenco em Série Dramática                         | Game of Thrones | Indicado  | [ 7 ]  |
| 2013 | People's Choice Awards           | Melhor Anti-Herói da TV                                  | Game of Thrones | Indicado  | [ 8 ]  |
| 2013 | Critics' Choice Television Award | Melhor Ator Coadjuvante em Série Dramática               | Game of Thrones | Indicado  | [ 9 ]  |
| 2013 | Prêmio Satellite                 | Melhor Ator Coadjuvante – Série, Minissérie ou Telefilme | Game of Thrones | Indicado  | [ 10 ] |
| 2013 | Prêmio Saturno                   | Melhor Ator Coadjuvante em Televisão                     | Game of Thrones | Indicado  | [ 11 ] |
| 2013 | Gold Derby Awards                | Melhor Ator Coadjuvante em Série Dramática               | Game of Thrones | Indicado  | [ 12 ] |
| 2013 | Screen Actors Guild Award        | Melhor Elenco em Série Dramática                         | Game of Thrones | Indicado  | [ 13 ] |
| 2014 | Screen Actors Guild Award        | Melhor Elenco em Série Dramática                         | Game of Thrones | Indicado  | [ 14 ] |
| 2015 | Screen Actors Guild Award        | Melhor Elenco em Série Dramática                         | Game of Thrones | Indicado  | [ 15 ] |
| 2015 | Empire Awards                    | Empire Hero Award (dividido com o elenco)                | Game of Thrones | Venceu    | [ 16 ] |
| 2016 | Screen Actors Guild Award        | Melhor Elenco em Série Dramática                         | Game of Thrones | Indicado  | [ 17 ] |
| 2017 | Zulu Award                       | Melhor Ator                                              | Game of Thrones | Indicado  | [ 18 ] |
| 2017 | Nordisk Film Fond                | Ove Sprogøe Award                                        |                 | Venceu    | [ 19 ] |
| 2017 | Screen Actors Guild Award        | Melhor Elenco em Série Dramática                         | Game of Thrones | Indicado  | [ 20 ] |
| 2018 | Prêmio Saturno                   | Melhor Ator Coadjuvante em Televisão                     | Game of Thrones | Indicado  | [ 21 ] |
| 2018 | Emmy do Primetime                | Melhor Ator Coadjuvante em Série Dramática               | Game of Thrones | Indicado  | [ 22 ] |
| 2019 | Prêmio Saturno                   | Melhor Ator Coadjuvante em Televisão                     | Game of Thrones | Indicado  | [ 23 ] |
| 2019 | Emmy do Primetime                | Melhor Ator Coadjuvante em Série Dramática               | Game of Thrones | Indicado  |        |